# Giuseppe Conte
Giuseppe Conte (Volturara Appula, 8. kolovoza 1964.), talijanski je političar i bivši predsjednik talijanske vlade. 
Conte je rođen 8. kolovoza 1964. godine u obitelj srednje klase u mjeszu Volturara Appuli kod Fogge.  Njegov otac Nicola bio je javni zaposlenik u općini, a njegova majka Lillina Roberti bila je učiteljica osnovne škole. Nakon što je njegova obitelj preselila u San Giovanni Rotondo, Conte je pohađao Klasičnu lice "Pietro Giannone" u obližnjem San Marco u Lamisu, a zatim studirao pravo na Sveučilištu u Rimu u La Sapienza, gdje je 1988. godine diplomirao s različitostima.  Za kratko vrijeme, Conte je studirao u inozemstvu. Godine 1992. preselio se u SAD kako bi studirao na Yale Pravnom fakultetu i Sveučilištu Duquesne i na Institutu za međunarodnu kulturu u Beču 1993. Kasnije je istraživao ili održao predavanje na Sveučilištu Sorbonne 2000. godine, Girton College, Cambridge 2001. i Sveučilište New York u 2008.

## Formiranje Vlade 2018.
Profesor privatnog prava, Conte je 21. svibnja 2018. prvi put predložen za ulogu premijera kao čelnika koalicijske vlade između Pokreta pet zvjezdica i Lige, ali je odustao od njegove uloge kada je Paolo Savona, koji je bio izabran za ministra gospodarstva i financija, stavio je na veta predsjednik Sergio Mattarella.  Dana 31. svibnja, dvije su stranke postigle dogovor, predlažući Giovanniu Triji ministra gospodarstva i financija, a Conte je pozvan podnijeti zakletvu sljedećeg dana. Dana 9. svibnja, nakon nekoliko tjedana političkog zastoja i neuspjeha različitih pokušaja formiranja ormara između M5S-Centra-desnice i M5S-Demokratske stranke, Di Maio i Salvini reagirali su na ultimatum predsjednika Sergija Mattarella da imenuje neutralnu tehnokratsku upraviteljsku vladu službeno tražeći im da im dopusti još 24 sata kako bi postigli sporazum između dviju stranaka. [29] [30] Kasnije tog istog dana navečer, Silvio Berlusconi javno je priopćio kako Forza Italia neće poduprijeti vladu M5S-a na glasovanje o povjerenju, ali ipak će ipak održati savez s desnim središtem, otvarajući vrata mogućoj većinskoj vladi između dvije stranke. 13. svibnja M5S i Liga postigle su u načelu sporazum o vladinom programu, vjerojatno otvarajući put formiranju vladajuće koalicije između dviju stranaka, ali nije mogao pronaći sporazum o članovima vlade, što je najvažnije Premijer. M5S i čelnici lige sastali su se s predsjednikom Sergirom Mattarellaom 14. svibnja kako bi vodili formiranje nove vlade.  Na sastanku s predsjednikom Mattarellom, obje su stranke zatražile dodatni tjedan pregovora o dogovoru o detaljnom vladinom programu i premijeru da vode zajedničku vladu. I M5S i Liga najavili su svoju namjeru da od vikenda zatraže od svojih članova da glasaju o sporazumu vlade. Di Mio i Salvini su predložili Contea 21. svibnja zbog uloge premijera u talijanskoj vladi 2018.   usprkos izvješćima talijanske tiskovine koja upućuje na to da je predsjednik Mattarella i dalje imao značajne rezerve glede smjera nove vlade.  Conte je 23. svibnja pozvan u Knežev dvor za primanje predsjedničkih mandata za osnivanje nove vlade. Conte se 27. svibnja odrekao svog ureda zbog kontrasta između Salvinija i predsjednika Mattarelle. Salvini je predložio sveučilišnu profesoricu Paolo Savona kao ministra gospodarstva i financija, ali ga je Mattarella snažno suprotstavio, s obzirom na to da je Savona također euroskeptična i anti-njemačka.  U svom govoru nakon ostavke Contea, Mattarella je izjavio da dvije stranke žele dovesti Italiju iz eurozone i kao jamca talijanskog Ustava i interesa i stabilnosti zemlje nije mogao to dopustiti.  

## Premijer Italije 2018. – 2021.
Dana 1. lipnja 2018. godine, unatoč tome što nije imao političko iskustvo, Conte je službeno bio na čelu talijanske vlade. Njegov kabinet uglavnom čine članovi M5S i Lige, ali i istaknuti nezavisni tehnokrati poput ministra vanjskih poslova Enza Moavera Milanesija, koji je prije bio ministar europskih poslova u vladi Mario Monti, sveučilišni profesor Giovanni Tria kao ministar gospodarstva i financija i ekonomist Paolo Savona, koji je u devedesetim godinama služio u vladi Karla Azeglio Ciampi, a koji je trenutno poznat po svojim euroskeptičnim gledištima, postat će novi ministar europskih poslova.  
Nakon raspada koalicije, Conte je 26. siječnja 2021. godine podnio ostavku na mjesto predsjednika vlade.   

## Raspad Vladajuće Koalicije M5S - Liga
U kasnom noćnom obraćanju novinarima 8. kolovoza 2019. Conte je rekao da je pozvao predsjednike dvaju domova parlamenta tražeći od njih da pozovu zastupnike s pauze radi glasovanja o povjerenju. 'Salvini je došao razgovarati sa mnom kako bi mi dao do znanja da se planira izići na birališta kako bi iskoristio svoju trenutnu popularnost na prijevremenim izborima. 
Koalicija, koja je bila puna nesporazuma, podmetanja i međusobnog nerazumijevanja jer su im politički programi u nekim dijelovima u potpunosti suprotni, pukla je na glasovanju o izgradnji brze željezničke veze između Torina i francuskog Lyona u talijanskom Senatu.

## Nova vladajuća Koalicija M5S - PD
20. kolovoza 2019. talijanski premijer Conte podnio je ostavku u Talijanskom Senatu kako bi izbjegao glasanje o nepovjerenju svojoj vladi koje je dva tjedna ranije zatražio njegov zamjenik i Ministar Unutarnjih poslova Matteo Salvini. Talijanski predsjednik Republike Sergio Mattarella prihvatio je njegovu ostavku nekoliko sati kasnije i postavio ga za tehničkog premijera do izbora nove vlade. 21. kolovoza 2019. službeno su započeli pregovori o formiranju nove vladajuće koalicije između populističkog Pokretapet Zvjezdica (M5S) i talijanske Socijaldemokratske stranke (PD). Višednevni pregovori koji su bili začinjeni uvredama s obje strane i čestim prekidima najviše zbog imena novog premijera završili su kasno navečer 28. kolovoza 2019. sklapanjem sporazuma između 2 stranke.Sporazumom je dogovoreno da premijer Italije ostane Giuseppe Conte koji je 29. kolovoza 2019. dobio mandat za sastav nove vlade koja ce voditi zemlju do redovnih izbora 2023. godine. Ovim raspletom zemlja je izbjegla prijevremene izbore i formiranje prve ekstremno desne vlade od drugog svjetskog rata, a Matteo Salvini sa svojom strankom poslan je u oporbu.